# San Fedele Intelvi
San Fedele Intelvi es una localidad y comune italiana de la provincia de Como, región de Lombardía, con 1.738 habitantes.

## Evolución demográfica
| Gráfica de evolución demográfica de San Fedele Intelvi entre 1861 y 2001 |
|                                                                          |
| Fuente ISTAT - elaboración gráfica de Wikipedia                          |